# Snehlata Nath
Snehlata Nath (née le 27 décembre 1965) est une militante indienne connue pour son travail auprès des habitants des Nilgiris. Elle reçoit, en 2013, le prix Jamnalal Bajaj et, en 2019, le prix Nari Shakti Puraskar.

## Biographie
Snehlata Nath est née en 1965. Elle est directrice fondatrice de la Keystone Foundation, créé en 1993. La fondation a pour objectif de lutter contre la pauvreté et le peuple des Nilgiris est une cible évidente. Elle aurait pu essayer d'opérer depuis New Delhi mais elle sait qu'elle a besoin d'être au plus près. La fondation établit sa base à Kotagiri.
La fondation Fair wild est fondée en 2008 pour créer un système commercial durable et équitable pour les ingrédients végétaux prélevés dans la nature. Nath fait partie de leur comité consultatif.

## Distinctions
En 2013, elle reçoit le prix Jamnalal Bajaj pour sa « contribution exceptionnelle à l'application de la science et de la technologie au développement rural ». Ce prix a été décerné par le président indien, Pranab Mukherjee. Nath travaillait alors dans le domaine de l'éco-développement et de la durabilité dans la réserve de biosphère de Nilgiri, depuis 26 ans.
Elle reçoit, en mars 2019, la plus haute récompense pour les femmes en Inde, le prix Nari Shakti Puraskar (en français : Prix du pouvoir des femmes), des mains du président indien, Ram Nath Kovind.

### Note
- (en) Cet article est partiellement ou en totalité issu de l’article de Wikipédia en anglais intitulé « Snehlata Nath » (voir la liste des auteurs).